# يين لي
يين لي (بالصينية: 尹力) هو سياسي صيني، ولد في 1 أغسطس 1962 في الصين. حزبياً، نشط في الحزب الشيوعي الصيني. وقد انتخب عضو مجلس الشعب الصيني ‏ خلال فترته النيابية ‏.